# Gnopholeon barberi
Gnopholeon barberi is een insect uit de familie van de mierenleeuwen (Myrmeleontidae), die tot de orde netvleugeligen (Neuroptera) behoort. 
Gnopholeon barberi is voor het eerst wetenschappelijk beschreven door Currie in 1903.